# علم الأوبئة وصحة المجتمع (مجلة)
مجلة علم الأوبئة وصحة المجتمع هي مجلة للصحة العامة تتطرق لاستعراض الأقران وتشمل جميع جوانب علم الأوبئة والصحة العامة. تم نشره من قبل مجموعة BMJ.

## التاريخ
تأسست المجلة في عام 1947 على يد جون رايل، وهو طبيب يحظى باحترام كبير وكان يُعتبر «أحد أكثر الشخصيات تميزًا في الطب المعاصر» في عصره، وتم نشرها تحت عناوين مختلفة. الألقاب السابقة هي:
- 1947-1952: المجلة البريطانية للطب الاجتماعي
- 1953-1977: المجلة البريطانية للطب الوقائي والاجتماعي
- 1978: مجلة علم الأوبئة وصحة المجتمع
- مارس 1979 علم الأوبئة وصحة المجتمع
- يونيو 1979 حتى الآن: مجلة علم الأوبئة وصحة المجتمع

## سياق الطب الاجتماعي عام 1947
نشرت المجلة عددها الأول في لندن في شهر يناير 1947 تحت المسمى الأصلي، مهمة المجلة الحاليه، المجلة البريطانية للطب الاجتماعي. [متى؟] هي أن تكون «مجلة دولية حقيقية تغطي جميع نواحي علم الأوبئة والصحة العامة» وتبدو شائعة تقريبا في عالم اليوم من المجلات المعولمة ولكن بالنظر إلى بداياتها في أعقاب الحرب العالمية الثانية وبداية فترة الحرب الباردة، كان بروز هذه المجلة الجديدة ورسالتها مثيرًا للإعجاب. لم يكن الطب الاجتماعي مجالًا للدراسة يحظى باحترام جيد في فترة ما قبل الحرب العالمية الأولى كان سببها قيام باحثين بارزين في الطب الاجتماعي بربط وظيفتهم بنظريات الصحة العرقية، في حين ان قدمت المجلة باستعمال هذا المصطلح المحدد كان خطوة جريئة في حد ذاتها. مما أدى إنتاج مجلة جديدة إلى تعزيز الكيان اللذي كانت المجلة تحاول اصداره بالتركيز على الصحة الاجتماعية الدوليه خلال فترة التوتر السياسي والعسكري الشديد عبر الدول - الاهتمام إلى الطب الاجتماعي مهم ويحتاج إلى تجاوز حدود الدول.

## الاستخلاص والفهرسة
تم تلخيص المجلة وفهرستها بواسطة MEDLINE / PubMed و Current Contents. المجلة لها عامل تأثير لعام 2019 يبلغ 3.342.